# Adrian Smith (kiến trúc sư)
Adrian D. Smith (sinh ngày 19 tháng 8 năm 1944) là một kiến trúc sư người Mỹ. Ông đã thiết kế cấu trúc cao nhất thế giới, Burj Khalifa, cũng như tòa nhà dự kiến vượt qua nó, Tháp Jeddah. Trong số các dự án khác của ông, ông là kiến trúc sư cấp cao cho tòa Tháp và Khách sạn Quốc tế Trump tại Chicago, tòa Tháp Kim Mậu tại Thượng Hải, và Tháp Zifeng tại Nam Kinh.